# Einstein Junior
Einstein Junior ist eine australische Slapstick-Komödie aus dem Jahre 1988 von und mit dem im Produktionsland populären Komiker Yahoo Serious, der die Hauptrolle spielt, das Buch schrieb sowie den Film produzierte und bei ihm Regie führte.

## Handlung
Die bisher bekannte Weltgeschichte rund um die Wissenschaft wird in diesem Film (fiktiv) in Frage und vollkommen auf den Kopf gestellt. Albert Einstein ist kein deutscher Forscher, sondern Tasmanier und Sohn eines ortsansässigen Apfelbauern. In seiner Jugend beginnt er sich für Naturwissenschaft zu interessieren, stellt Formeln und Hypothesen auf und versucht diese mittels Experimenten zu beweisen, welche meist im Chaos enden. Als es ihm bei seiner Forschung gelingt, das Bier-Atom zu spalten und so Schaum ins Getränk zu bringen, sind seine Eltern überzeugt, dass Albert ein Genie ist und sein Glück in der großen weiten Welt machen soll. Folglich verlässt Einstein Tasmanien in einem Boot.
Nach einer Odyssee durch Australien, bei der er die französische Physikerin Marie Curie sowie den schmierigen Patentamtleiter Preston Preston kennenlernt, landet er schließlich im Jahr 1906 in Sydney, wo er seine Spaltformel patentieren lassen will. Doch da die Formel nicht mit einer materiellen Erfindung daherkommt, wird er mit Spott vor die Tür gesetzt. Einstein lässt sich nicht unterkriegen, mietet sich in einer Pension ein, verbessert die Atomspaltung, entwickelt die Relativitätstheorie weiter und erfindet das Wellenreiten sowie das Konzept des Rock ’n’ Roll. Gleichzeitig setzt sich Marie, die sich in Albert verliebt hat, für ihn ein und redet Preston gut zu, dass dieser die Formel doch annimmt und Einstein zudem einen Job in dessen Patentamt vermittelt. Insgeheim stiehlt Preston jedoch die Bieratom-Formel und gibt diese an zwei deutsche Bierbrauer weiter, um damit zu Reichtum zu kommen. Als Albert davon erfährt, stellt er die Drei zur Rede, landet im weiteren Verlauf aber in einer Irrenanstalt.
Hier tummeln sich noch weitere verkannte Genies wie Ernest Rutherford oder der Chemiker Brian Asprin. Marie, erbost über Prestons Verhalten, versucht Albert zu befreien. Doch dieser hat inzwischen resigniert, sodass Marie ihn verlässt. Einstein packt daraufhin der Ehrgeiz und mithilfe seiner elektrischen Gitarre kann er schließlich ausbrechen. Als er zurück zu Marie will, ist die bereits wieder in ihre Heimat abgereist.
Albert macht sich auf den Weg nach Frankreich und überzeugt Marie schließlich, ihn nach Paris zu begleiten. Hier soll in der Akademie der Wissenschaft am Abend der Nobelpreis an Preston und dessen gestohlene Bieratom-Formel verliehen werden. Dabei will Preston eine Maschinerie zur Atomspaltung präsentieren – eine Atombombe. Albert und Marie gelangen im letzten Moment zu der Veranstaltung, können Preston aber nicht davon abhalten, die Maschine einzuschalten. Albert schafft es schließlich, mit seiner E-Gitarre und dem Energie absorbierenden Rock ’n’ Roll das Gerät unschädlich zu machen.
Einstein erhält für seine Leistung und seine Formel schließlich den Nobelpreis und kehrt mit Marie an seiner Seite als Volksheld nach Tasmanien zurück, wo er seinen Erfolg mit dem ersten Rockkonzert der Geschichte feiert.

## Kritik
„Bei aller Respektlosigkeit eine liebevolle Hommage auf Albert Einstein als Erfinder, Menschen- und Tierfreund. Durch den Rückgriff auf eine Vielzahl filmischer Erzählformen wird die Geschlossenheit des Films torpediert um fast jedem Zuschauer etwas zu bieten. Weitgehend amüsante Unterhaltung für Freunde des ausgelassenen Nonsens.“

Die Deutsche Film- und Medienbewertung FBW in Wiesbaden verlieh dem Film das Prädikat besonders wertvoll.

## Sonstiges
- Einstein Junior war seinerzeit einer der größten Kassenerfolge in den australischen Kinos. Er wurde in weiten Teilen rund um Sydney realisiert. Die Szene, in der Serious im australischen Busch ein Surfbrett schnitzt, entstand beispielsweise in einem Park in der Millionenstadt.
- In einer Szene versucht Albert Einstein sich einen Schuh auszuziehen und stürzt dabei rücklings stolpernd durch ein geschlossenes Fenster und im Anschluss in die Tiefe. Beim Dreh der Szene stieß sich Yahoo Serious nach eigener Aussage derart stark den Kopf, dass er sich fast das Genick gebrochen hätte.
- Neben der freien Verwendung der Namen und Karrieren von Albert Einstein und Marie Curie kommen im Film noch einige andere bekannte Persönlichkeiten der Wissenschaft vor, u. a. Ernest Rutherford, Charles Darwin, Sigmund Freud, die Gebrüder Wright und Lumiere, Guglielmo Marconi und Thomas Edison.
- Beim Soundtrack wirkten einige der bekanntesten Musiker Australiens mit, z. B. die Bands Icehouse und Mental as Anything, wobei Letztere den Chuck Berry – Hit Rock and Roll Music neu aufnahmen. Zudem sind das Thema aus The Good, the Bad and the Ugly von Ennio Morricone, Richard Strauss’ „Also sprach Zarathustra“, Themen aus der 5. Sinfonie von Ludwig van Beethoven, der Ouvertüre 1812 von Pjotr Iljitsch Tschaikowski sowie der Ouvertüre zu Wilhelm Tell von Rossini im Film zu hören.
- David Roach, der Co-Autor, Produzent und Filmeditor des Films, hat einen Gastauftritt als einer der tasmanischen Bauern beim Konzert am Ende des Films.